# Foncteur dérivé
En mathématiques, certains foncteurs peuvent être dérivés pour obtenir de nouveaux foncteurs liés de manière naturelle par des morphismes à ceux de départs. Cette notion abstraite permet d'unifier des constructions concrètes intervenant dans de nombreux domaines des mathématiques. Elle n'est pas liée à la notion de dérivation en analyse.

## Motivation
La notion de foncteur dérivé est conçue pour donner un cadre général aux situations où une suite exacte courte donne naissance à une suite exacte longue.
Soit donné un foncteur F : A → B entre deux catégories abéliennes A et B. On suppose que F est exact à gauche, c'est-à-dire que pour une suite exacte courte d'objets de la catégorie A :
{\displaystyle 0\to A\to B\to C\to 0}
alors la suite suivante est exacte :
{\displaystyle 0\to F(A)\to F(B)\to F(C)}
Il est alors naturel de se demander si on peut prolonger cette suite en une suite exacte, et si on peut le faire de façon canonique. Les foncteurs dérivés du foncteur F seront alors, pour tout i ≥ 1, les foncteurs RiF : A → B, tels que la suite suivante soit exacte :
{\displaystyle 0\to F(A)\to F(B)\to F(C)\to R^{1}F(A)\to R^{1}F(B)\to R^{1}F(C)\to R^{2}F(A)\to \cdots }
F est donc exact à droite si et seulement si le foncteur R1F est trivial. Les foncteurs dérivés mesurent donc dans un certain sens le défaut d'exactitude de F.

## Construction et premières propriétés
On suppose que la catégorie A possède suffisamment d'objets injectifs (en) — une abstraction de la notion de module injectif — c'est-à-dire que pour tout objet A dans A il existe un monomorphisme A → I où I est un objet injectif dans A.
Soit un foncteur covariant exact à gauche F : A → B et un objet X dans A. Par l'hypothèse sur A, on peut construire une résolution (en) injective de X (i.e. une suite exacte longue où les Ii pour i ≥ 0 sont des objets injectifs) :
{\displaystyle 0\to X\to I^{0}\to I^{1}\to I^{2}\to \cdots }
En appliquant le foncteur F, on obtient le complexe de cochaînes
{\displaystyle 0\to F(X)\to F(I^{0})\to F(I^{1})\to F(I^{2})\to \cdots }
La cohomologie au i-ème rang est alors définie comme étant RiF(X). En particulier : R0F(X) = F(X). Pour obtenir une démonstration complète, il faudrait vérifier les points suivants : le résultat ne dépend pas, à isomorphisme près, du choix de la résolution injective de X, et pour chaque flèche X → Y il existe une flèche RiF(X) → RiF(Y) qui fasse que RiF vérifie les propriétés des foncteurs.
Le choix de la résolution triviale, 0 → X → X → 0, si X est lui-même injectif, montre que RiF(X) = 0 pour tout i ≥ 1 (i.e. X est acyclique).

## Variantes
Une théorie duale existe pour un foncteur G exact à droite, en supposant cette fois que la catégorie A possède suffisamment d'objets projectifs — une abstraction de la notion de module projectif. Pour un objet X de A, on considère une résolution projective :
{\displaystyle \cdots \to P_{2}\to P_{1}\to P_{0}\to X\to 0}
Les objets Pi sont projectifs. Les foncteurs dérivés à gauche LiG sont alors définis en posant pour LiG(X) l'homologie au ième rang du complexe obtenu en appliquant le foncteur G à cette résolution. À nouveau, L0G(X) = G(X). La suite exacte longue obtenue à partir d'une suite exacte courte :
{\displaystyle 0\to A\to B\to C\to 0}
s'écrit ici :
{\displaystyle \cdots \to L_{2}G(C)\to L_{1}G(A)\to L_{1}G(B)\to L_{1}G(C)\to G(A)\to G(B)\to G(C)\to 0}.
La propriété d'annulation analogue s'obtient cette fois-ci sur les objets projectifs.
On peut aussi partir d'un foncteur F contravariant, et les foncteurs dérivés à droite sont alors eux-mêmes contravariants, et sont définis à partir de résolutions projectives. La suite exacte courte
{\displaystyle 0\to A\to B\to C\to 0}
est dans ce cas transformée en :
{\displaystyle 0\to F(C)\to F(B)\to F(A)\to R^{1}F(C)\to R^{1}F(B)\to R^{1}F(A)\to R^{2}F(C)\to \cdots }

## Applications
- Cohomologie des faisceaux. Soit X un espace topologique, alors, la catégorie des faisceaux de groupes abéliens sur X est une catégorie abélienne contenant suffisamment d'objets injectifs (ce résultat est dû à Alexandre Grothendieck). En associant à chaque tel faisceau L le groupe L(X) de ses sections globales, on obtient un foncteur exact à gauche, dont les foncteurs dérivés droits sont exactement les foncteurs de cohomologie des faisceaux, habituellement notés H i(X,L). Plus généralement, si (X, OX) est un espace annelé, alors la catégorie des faisceaux de OX-modules est une catégorie contenant suffisamment d'objets injectifs, et la cohomologie des faisceaux est à nouveau construite comme la suite des foncteurs dérivés du foncteur des sections globales.
- La cohomologie étale est une autre théorie de cohomologie, pour les faisceaux de modules sur un schéma.
- Foncteur Ext. Soit R un anneau, alors la catégorie de tous les R-modules à gauche est une catégorie abélienne contenant suffisamment d'objets injectifs. Si A est un R-module à gauche invariant, alors le foncteur Hom(A,-) est exact à gauche, et ses foncteurs dérivés à droites sont les foncteurs ExtRi(A,B).
- Foncteur Tor. La catégorie des R-modules à gauche contient aussi suffisamment d'objets projectifs. Si A est un R-module à gauche invariant, alors le produit tensoriel par A est un foncteur covariant exact à droite sur la catégorie des R-modules à gauche ; ses foncteurs dérivés à gauche sont les foncteurs TorRi(A,B).
- Cohomologie des groupes. Soit G un groupe. Un G-module M est un groupe abélien M muni d'une action de groupe de G sur M par automorphismes. De manière équivalente M est muni d'une structure de module sur l'anneau de groupe Z[G]. Les G-modules constituent une catégorie abélienne contenant suffisamment d'objets injectifs. Soit MG le sous-groupe des éléments de M fixés par G. On définit ainsi un foncteur exact à gauche, dont les foncteurs dérivés à droite sont les foncteurs de cohomologie des groupes, notés H i(G,M).

## Généralisation
Une approche plus moderne et plus générale utilise le langage des catégories dérivées.